# Amnouy Wetwithan
Amnouy Wetwithan (1979) es una deportista tailandesa que compitió en bádminton adaptado. Ganó dos medallas en los Juegos Paralímpicos de Verano, bronce en Tokio 2020 y bronce en París 2024.

## Palmarés internacional
| Juegos Paralímpicos | Juegos Paralímpicos | Juegos Paralímpicos | Juegos Paralímpicos |
| Año                 | Lugar               | Medalla             | Prueba              |
| ------------------- | ------------------- | ------------------- | ------------------- |
| 2020                | Tokio (Japón)       | Medalla de bronce   | Dobles WH1-WH2      |
| 2024                | París (Francia)     | Medalla de bronce   | Dobles WH1-WH2      |